# Ивановская площадь (Москва)
Ивановская площадь — площадь в Московском Кремле, одна из древнейших площадей Москвы.

## История

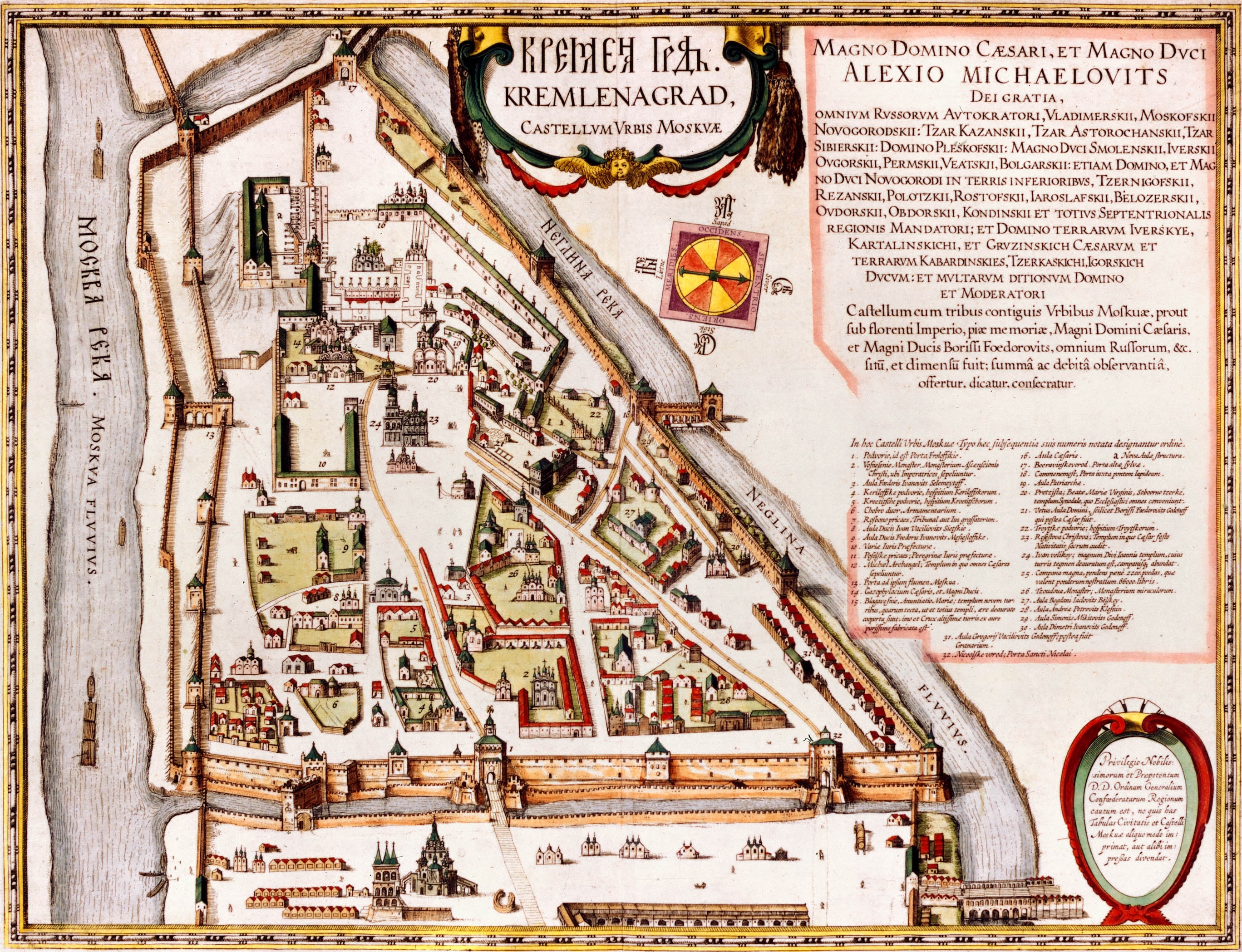
«Кремленаград»: План Московского Кремля начала XVII века

Площадь возникла после постройки в 1329 году каменной церкви Иоанна Лествичника, «что под колоколы», которая разделила ранее единую городскую площадь на две части. Её восточная часть по Иоанновской церкви стала позднее именоваться Ивановской, западная — Соборной площадью. В XIV—XV веках южную и восточную стороны площади занимали дворы удельных князей Московского дома. С севера на площадь выходили строения Чудова монастыря, основанного в 1365 году. При великом князе Иване III большая часть княжеских дворовых мест перешла в собственность казны и была роздана под дворы государевым служилым людям разных чинов, в основном представителям боярских и дворянских родов.
В первой половине XVI века вблизи церкви Иоанна Лествичника были устроены «дьячьи избы», на месте которых при царе Борисе Годунове было возведено первое каменное здание приказов. С этого времени площадь стала одним из самых бойких и многолюдных мест Москвы. Сюда стекались челобитчики со всей Руси. На площади дьяки громко объявляли царские указы (отсюда и пошло выражение: «Кричать во всю Ива́новскую»). Нередко на площади проводились телесные наказания осуждённых. Здесь же, у колокольни Ивана Великого, в XVII веке было устроено особое помещение для площадных подьячих, у которых каждый желающий мог за плату составить челобитную либо оформить какой-либо частный юридический документ.
К середине XVII века сложился особый архитектурный облик Ивановской площади, впоследствии безвозвратно утраченный. Доминантой площади оставалась колокольня Ивана Великого, с примыкающими к ней Успенской и Филаретовой звонницами. Перед ними стояли миниатюрные каменные церкви Черниговских чудотворцев и мученика Христофора, «что на площади у Холопьего приказа». К югу от церковных построек тянулось северное крыло двухъярусных приказных палат, имевших П-образную форму. За приказами через проулок, «которым ходят на Москву-реку» находился двор бояр Мстиславских с каменными палатами и церковью Гурия, Симона и Авива. За боярским двором стояла каменная церковь Николая Гостунского, от которой начиналась улица, тянувшаяся к Фроловским воротам Кремля. По другую сторону улицы располагался двор с каменными палатами, который принадлежал боярину Борису Морозову. К боярскому двору примыкали постройки Чудова монастыря, от которого начиналась Большая Никольская улица, шедшая к одноимённым воротам Кремля.
В последней четверти XVII века облик площади кардинально меняется. В ходе строительства нового здания приказов были разобраны не только старые приказные палаты, но и все близлежащие строения, в том числе стоявшие на площади старинные церкви и большая часть Мстиславского двора. В 1680 году началась перестройка Чудова монастыря. Новые братская трапезная палата и обширная трапезная, построенная при монастырской церкви Алексея Митрополита, получили выход на Ивановскую площадь и стали неотъемлемой частью её нового архитектурного облика.
На месте бывшего двора боярина Морозова, отданного во владение Чудову монастырю в 1677 году, в XVIII веке был устроен архиерейский дом — резиденция главы Московской епархии. В 1770-е годы для митрополита Платона архитектором Матвеем Казаковым было возведено новое здание «в новейшем вкусе».
Планы по масштабной перестройке московского Кремля, разработанные в царствование императрицы Екатерины II, положили начало постепенному разрушению прежнего облика Ивановской площади. В 1770-е годы, в связи с намеченным строительством нового здания Большого Кремлёвского дворца, были снесены приказные палаты XVII века. В 1817 году та же участь постигла церковь Николая Гостунского, главный престол которой был перенесён в колокольню Ивана Великого. При императоре Александре II завершается строительство Малого Николаевского дворца, начатое ещё в 1851 году по проекту архитектора Константина Тона на месте Платоновского архиерейского дома. Формирование нового архитектурного облика Ивановской площади завершило создание в 1898 году памятника императору Александру II «Освободителю» (скульптор Александр Опекушин, художник Пётр Жуковский, архитектор Николай Султанов).

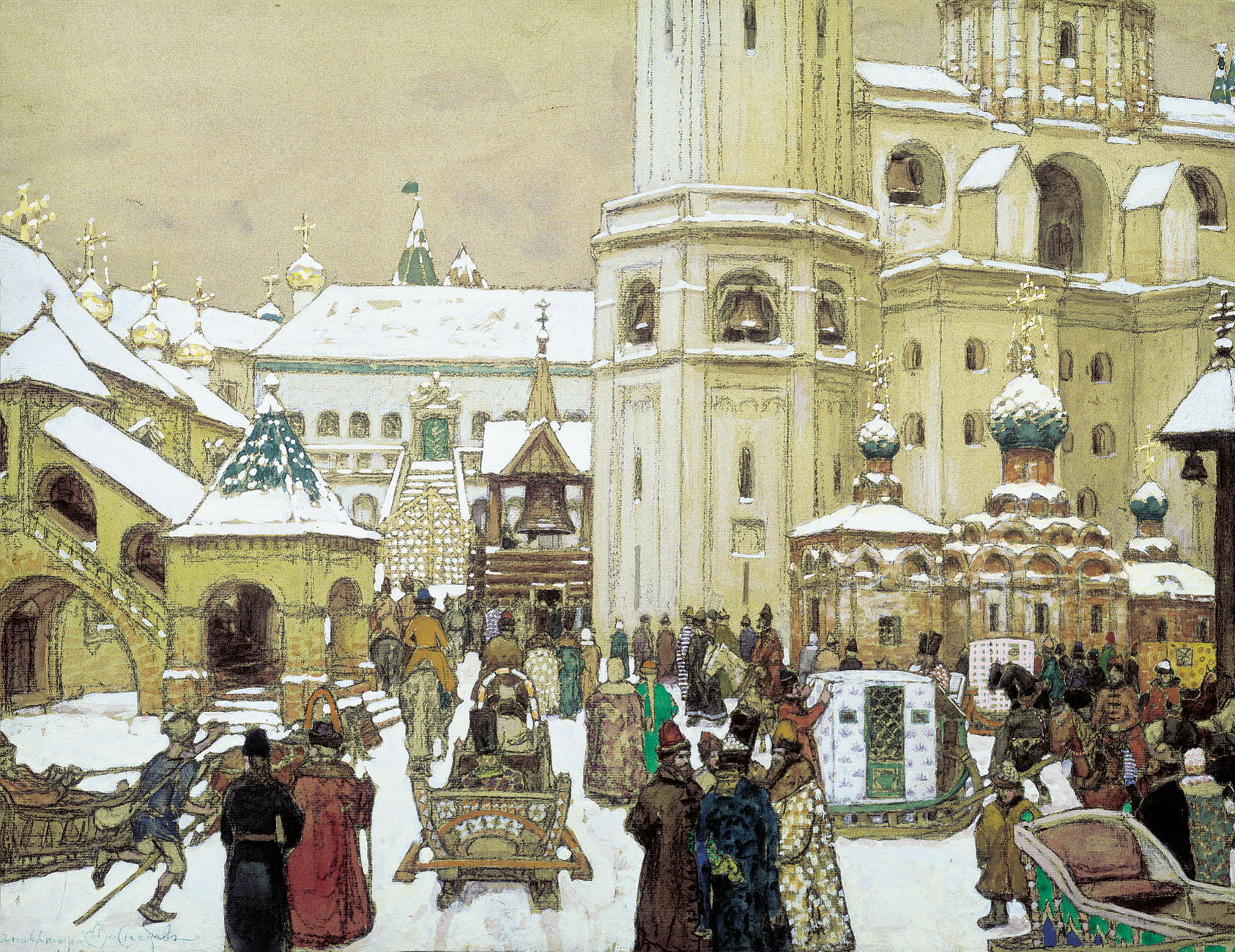
Васнецов А. М. Площадь Ивана Великого в Кремле. XVII век. 1903
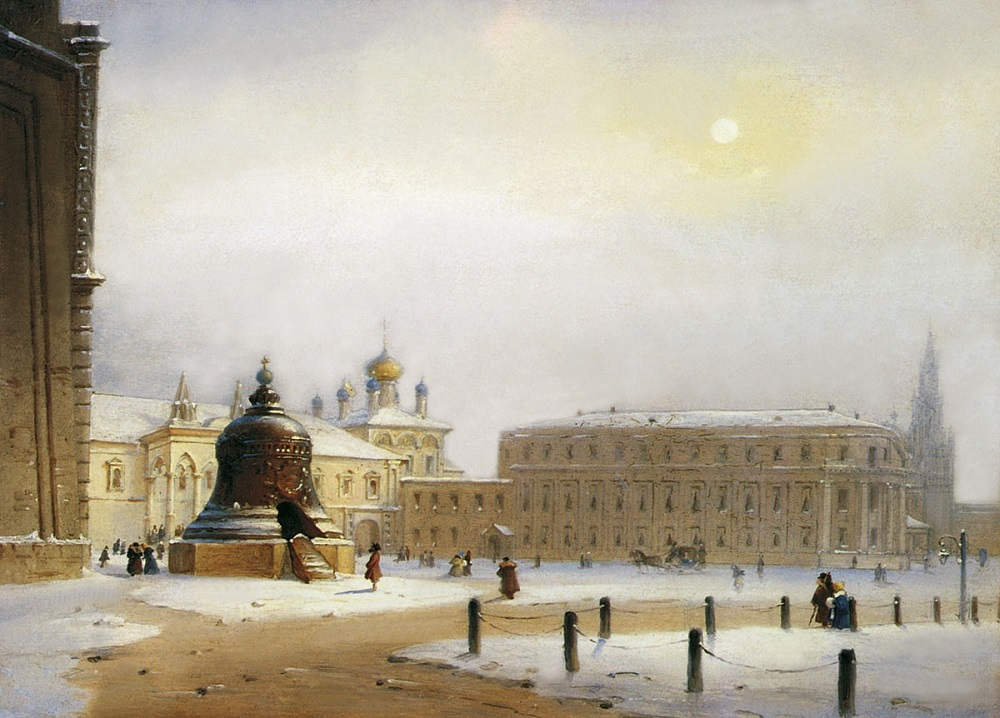
Бодри К. Ф. Ивановская площадь. Около 1855 г.
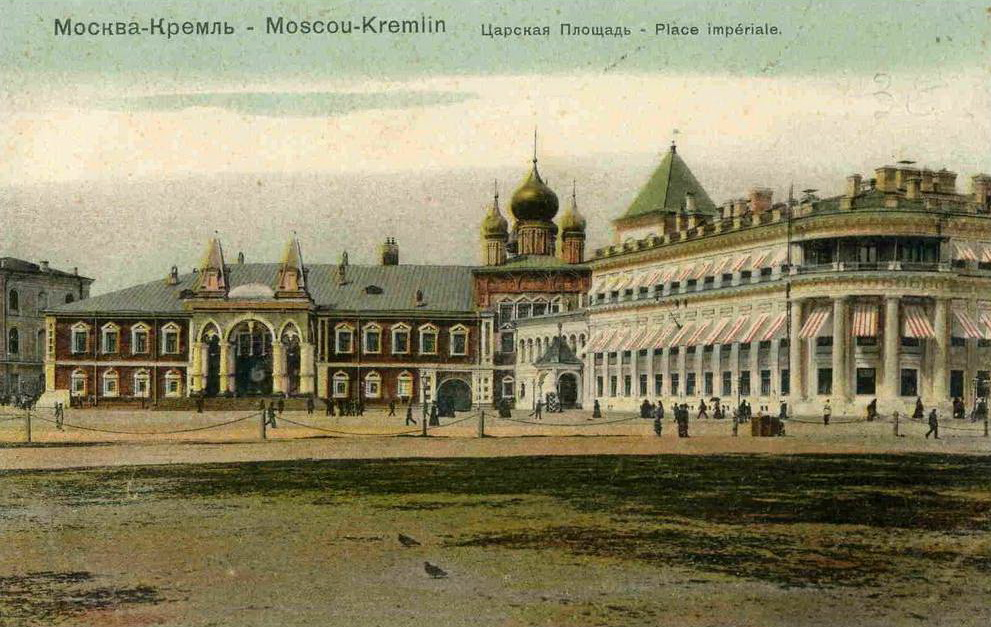
Царская площадь (Ивановская), 1900-е гг.
- Ивановская площадь. Кинохроника 1908 года

Именно этому памятнику было суждено стать первой жертвой революции 1917 года. Позднее на его месте был разбит Большой кремлёвский сквер. В 1929 году по решению советского правительства начался снос Малого Николаевского дворца и Чудова монастыря, на месте которых был построен административный корпус Кремля (снесён в апреле 2016 года). Площадь, значительно увеличившая свои размеры, замощена брусчаткой.

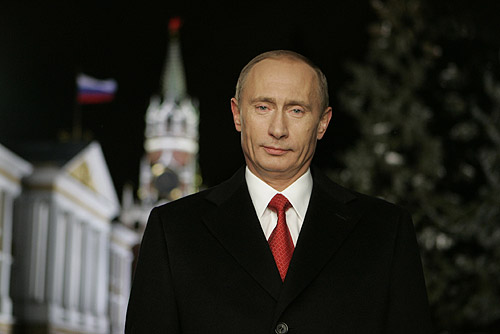
Новогоднее обращение Президента Российской Федерации В. В. Путина 31 декабря 2006. Ивановская площадь, Кремль

В 2000—2007 годах на площади записывал свои новогодние обращения к народу Президент России Владимир Путин.